# Fabrice Éboué
Fabrice Éboué (Maisons-Alfort, Val-de-Marne, 7 de juny de 1977) és un humorista , director de cinema, actor, guionista i productor francès.

## Joventut i formació
Nascut el 7 de juny de 1977 a Maisons-Alfort (Val-de-Marne), Fabrice Éboué es va criar a Vincennes, i després a Nogent-sur-Marne. El seu pare, que va créixer al Camerun, va venir a França per estudiar medicina; avui treballa com a ginecòleg-obstetra. La seva mare, originària de Beaumont-en-Auge (Calvados) és professora agregada d'història. Els seus pares es van conèixer a Caen durant els seus estudis. Fabrice Éboué té quatre germans i germanes.

Durant la seva joventut, Fabrice Éboué va formar part del grup de rap Club Splifton, produït pel raper i productor francès de G-funk Aelpéacha, resident a Joinville-le-Pont, i del qual es va fer amic. El raper esmenta aquesta amistat en una entrevista: 
Després de ser expulsat de l'institut privat Albert-de-Mun, va continuar els seus estudis a Branly i Montalembert (Nogent-sur-Marne), així com al La Providence a Amiens. Per tant, estava en el mateix establiment que el president de la República Emmanuel Macron, nascut el mateix any. Tanmateix, segons explica en el seu esquetx de l'espectacle "Adieu hier", abans havia repetit un any mentre E. Macron tenia un any per davant.

## 2000-2008: debut en escena i revelació còmica al cinema i la televisió
Des de l'any 2000 ha actuat en diversos escenaris parisencs: al Blancs Manteaux, el 2005, al Théâtre de Dix Heures, al Trianon de París. Així va fer dos espectacles, Alleluia! i Envers et contre tout!, dirigits per Kader Aoun.
El 2005 va interpretar el paper d'un sacerdot boig en un curtmetratge de Francis Lalanne, al costat de Jean-Pierre Castaldi i Christian Décamps.
Però va ser l'any 2006 el que va marcar un punt d'inflexió: va formar part del grup de joves humoristes escollits per Jamel Debbouze per formar el grup del Jamel Comedy Club. Va ser membre de la troupe fins al 2008, al costat de Frédéric Chau, Amelle Chahbi, Blanche Gardin i Thomas N'Gijol. Amb aquests dos últims, va escriure una sèrie imaginant el darrere de les seves aventures, titulada Inside Jamel Comedy Club. Composta de vuit episodis, la temporada única va ser emesa per Canal+ a principis de 2009.
Alhora es va donar a conèixer en un programa de televisió: del setembre de 2006 fins al juliol de 2008 també va participar a  T'empêches tout le monde de dormir, l'emissió de Marc-Olivier Fogiel per M6 (canal de televisió).

## 2008-2014: ràdio, escenari, debut cinematogràfic, escriptor de televisió
Del 2008 al 2014 va treballar habitualment com a columnista a On va s'gêner, el programa de Laurent Ruquier a Europe 1. Fins i tot es va consolidar com un pilar de l'espectacle els darrers anys. El 2014, va seguir Laurent Ruquier i es va incorporar a Les Grosses Têtes a RTL (ràdio francesa), en què apareix amb menys regularitat.
El  març de 2009 l'humorista va ser elegit "Macho d'argent" per les Chiennes de garde per la frase:  El feminisme, no sols són dones autoritàries o mal fotudes, també són lesbianes!. Va anar personalment a recollir el seu premi.
El 2010 va fer un paper secundari a la sàtira Fatal, de Michaël Youn.

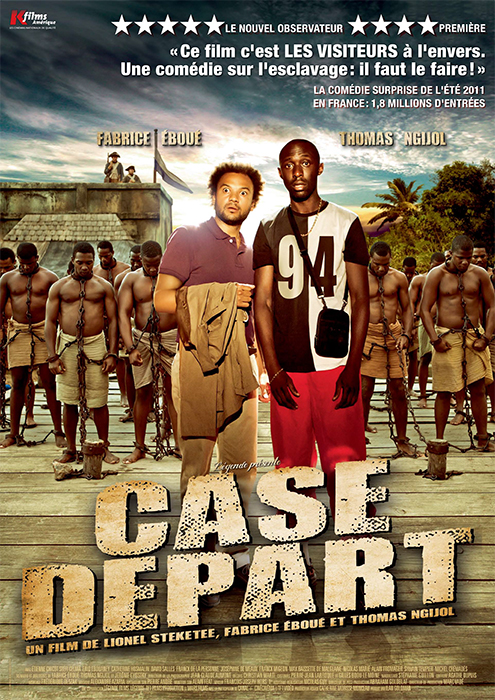
Fabrice Éboué va dirigir amb Thomas N'Gijol Case départ, que va ser un èxit quan es va publicar.

L'octubre de 2010 va fer la seva primera pel·lícula amb el seu antic company del Jamel Comedy Club, Thomas N'Gijol, titulada Case départ, una comèdia sobre l'esclavitud, ambientada a les Antilles. També és un dels actors principals així com el guionista.
El 2011 el canal Comédie! va emetre la sèrie que va escriure amb Jérôme L'Hotsky, United colors of Jean-Luc.

## 2014-2017: guionista i director de cinema
El 2014, va codirigir i escriure el guió de Le Crocodile du Botswanga, una comèdia contemporània que tracta sobre Françafrique i que caricaturitza certs homes de poder africans.
A finals del 2016, va tornar a la direcció: va rodar CoeXister, una comèdia centrada en un grup de música compost per un imam (Ramzy Bedia  ), un rabí (Jonathan Cohen) i un sacerdot (Guillaume de Tonquédec). Eboué assumeix el paper de productor del grup. La pel·lícula ha atret 650.000 espectadors amb un pressupost estimat de 10 milions d'euros.

## Des del 2018
El 2018 l'humorista representa el seu tercer espectacle individual, Plus rien à perdre, que rep una nominació a la Molière de l'humor durant la 30a cerimònia, enfrontant-se a Jérôme Commandeur, Jamel Debbouze, Blanche Gardin i Manu Payet; Blanche Gardin es va endur el premi.
A finals del 2021 va presentar el seu quart llargmetratge com a director, Barbaque. Interpreta un carnisser suburbà que s'enfronta a activistes vegans.
El 2023 va fer una pel·lícula parodiant el Puy du Fou. Filmat en forma de fals documental, Gérald le Conquérant presenta un il·luminat nostàlgic del regne de Normandia interpretat pel director. Completen el repartiment Vincent Solignac, Jean-François Cayrey, Serge Da Silva, Joaquim Fossi i Alexandra Roth entre d'altres. Rodada a Normandia, la pel·lícula està produïda per Cinéfrance Studios i distribuïda per UGC.

## Vida privada
Des del 2007, Fabrice Éboué és parella de l'actriu i humorista Amelle Chahbi. El 15 de gener de 2015, Amelle va donar a llum el seu primer fill, un nen anomenat Naël.
L'1 de desembre de 2018 va revelar al plató del programa Les Terriens du samedi ! que se separava de la seva parella, després d'onze anys de vida en comú.

## Espectacles

### Comèdia
- 2010 : Faites entrer Fabrice Éboué , Théâtre Le Temple, Casino de Paris
- 2013 : Fabrice Éboué, levez-vous , Comédie-Caumartin, Casino de Paris, Olympia
- 2017 : Fabrice Éboué, plus rien a perdre, théâtre de la Renaissance[18]
- 2022 : Adieu Hier[19]

### Direcció de teatre
- 2011 : Amour sur place ou à emporter, amb Amelle Chahbi i Noom Diawara, Théâtre Le Temple
- 2011 : Comedy Gospel de Claudia Tagbo, Théâtre des Mathurins
- 2012 : Crazy de Claudia Tagbo, L'Européen

## Filmografia

### Actor

#### Cinema
- 2007 : Léthé (curtmetratge) d'Antonin Martin-Hilbert
- 2010 : Fatal de Michaël Youn : Bruce Keita
- 2011 : Case départ d'ell mateix, Lionel Steketee i Thomas Ngijol : Régis / Gaspard
- 2011 : Sans pudeur ni morale de Jean-Pascal Zadi
- 2013 : Denis de Lionel Bailliu : Vincent
- 2014 : Le Crocodile du Botswanga d'ell mateix i Lionel Steketee : Didier
- 2014 : Amour sur place ou à emporter d'Amelle Chahbi : Bernard
- 2014 : Fastlife de Thomas Ngijol : Patoche (caméo)
- 2017 : Coexister d'ell mateix : Nicolas Lejeune
- 2020 : Tout simplement noir de Jean-Pascal Zadi : Lui-même
- 2021 : Barbaque d'ell mateix : Vincent Pascal
- 2024 : Heureux Gagnants de Maxime Govare i Romain Choay : Paul
- 2025 : Gérald le Conquérant[20]

### Guionista
- 2009 : Inside Jamel Comedy Club
- 2011 : Case départ
- 2014 : Le Crocodile du Botswanga
- 2017 : Coexister
- 2021 : Barbaque

### Director
- 2011 : Case départ codirigida amb Lionel Steketee et Thomas N'Gijol
- 2014 : Le Crocodile du Botswanga codirigida amb Lionel Steketee
- 2017 : Coexister
- 2021 : Barbaque
- 2025 : Gérald le conquérant

## Música
- 1999: Raper a la Embauche pour la débauche de Club Splifton sota el nom de Mr. Faf
- 2004: Interludi a l'àlbum J'arrive Jamais d'Aelpéacha sota el nom de Dr. Fabrice
- 2006: Raper amb el títol Fais ce qu'il te plait a l'àlbum recopilatori Lâche 7 M*rde d'Aelpéacha amb el nom de Dr Fabrice
- 2007: Interludi a l'àlbum 50/50 d'Aelpéacha & J'L'Tismé (de Tout simplement noir)
- 2008: Interludi a l'àlbum Le Pèlerinage d'Aelpéacha sota el nom de Pasteur Fabrice
- 2008: Cita del poema Le Mal de l'àlbum homenatge a Arthur Rimbaud produït pel compositor / intèrpret de didgeridoo Raphaël Didjaman al segell musical Tribal zik Records
- 2009: Interludi a l'àlbum Le Pèlerinage: Golden Throat Edition d'Aelpéacha sota el nom de Pasteur Fabrice
- 2009: Raper sota el nom de Dr Fabrice i un interludi sota el nom de Pasteur Fabrice a l'àlbum Studio Delaplage: Charge d'Aelpéacha.
- 2010: Parodia Mignon, Mignon, l'èxit de René la Taupe, disfressant-se de sargantana amb lletres provocadores.
- 2011: Durant el rodatge de la seva pel·lícula Case départ, va participar en La Zagada amb Thomas N'Gijol , una cançó que parodia els èxits d'estiu, i l'estil de música Coupé-décalé (sobretot les cançons del grup Magic System).